# Zaljev Amatique
Zaljev Amatique (eng. Amatique Bay) je veliki zaljev u Honduraškom zaljevu, duž istočne obale Gvatemale i Belizea. Proteže se od Santo Tomás de Castilla na jugu do Punta Gorde na sjeveru, gdje izlazi na Karipsko more. Njegove jugoistočne granice obilježene su malim poluotokom poznatim kao Punta de Manabique gdje se planira graditi plinski terminal vrijedan 27 milijuna dolara.
Veći dio zaljeva je dio Gvatemale, dok je sjeverozapadni dio dio Belizea. U zaljev otječu tri velike rijeke: Moho u Belizeu, Sarstoon koja čini granicu između Belizea i Gvatemale i rijeka Dulce u Gvatemali. Glavne luke u zaljevu su Puerto Barrios, Santo Tomás de Castilla i Livingston (Gvatemala) i Punta Gorda (Belize).

## Vanjske poveznice
|  | Zajednički poslužitelj ima još gradiva o temi Zaljev Amatique |

- Perez, Arlenie; Chuang Chin-Ta; Farok Afero. 2009. Belize-Guatemala territorial dispute and its implications for conservation (PDF). Tropical Conservation Science. 2 (1): 11–24. doi:10.1177/194008290900200104
- Perlack, Robert D.; J. Timothy Ensminger; Romeo Martinez. 2001. Guatemala strives for environmental and economic sustainability in the Rio Dulce region. Natural Resources Forum. 25 (3): 235–244. doi:10.1111/j.1477-8947.2001.tb00765.x